# 历史悬疑小说
历史悬疑小说是历史小说和悬疑小说的交集。它被设定在以古代或近代的时期，中心情节涉及解决一个谜团或犯罪事件（通常是谋杀）。
历史悬疑小说早在公元前429年索福克勒斯的戏剧《俄狄浦斯王》和10世纪的《一千零一夜》中的故事《三个苹果》就已出现。
古代的中国也出现了历史悬疑小说，明朝的“公案小说”，它们由政府官员——主要是唐朝（618-907年）的狄仁杰和宋朝（960-1279年）的包拯——调查案件，然后作为法官确定罪行和惩罚。这些故事设定在过去，但包含了许多时代错误。高羅佩偶然发现了一份18世纪匿名撰写的中国手稿《狄公案》，在他看来，它比其他公案故事更接近西方侦探小说的传统，因此更有可能吸引非中国读者，并于1949年将其以英文出版为《狄公案》。他随后在同一风格和时间段内创作了自己的狄公案故事（1951-1968）。
第一部现代的英语的历史悬疑小说可能是1911年梅尔维尔·戴维森·波斯特创作的故事《主的使者》，故事发生在美国内战前的西弗吉尼亚州，由业余侦探阿伯纳叔叔主演。美国推理作家协会的巴里·泽曼称阿伯纳叔叔系列短篇小说是“真正历史推理小说的起点”。在梅尔维尔·戴维森·波斯特于1911年至1928年间创作的22个阿伯纳叔叔故事中，这个角色凭借敏锐的观察力和对圣经的了解解开了当地发生的谜团。直到1943年，美国推理小说作家莉莲·德拉托雷才在《英格兰大印》的故事中做了类似的事情，她将18世纪的文学人物塞缪尔·约翰逊和詹姆斯·博斯韦尔塑造成夏洛克·福尔摩斯和华生医生，开始了她的《萨姆医生和约翰逊探长》系列故事。
1944年，阿加莎·克里斯蒂出版了《死亡如期而至》，这是一部以古埃及为背景的推理小说，也是第一部完整的历史推理小说。
1950年，约翰·迪克森·卡尔出版了名为《纽盖特新娘》的第二部完整历史推理小说，故事背景设定在拿破仑战争结束时。
1970年，彼得·洛夫西开始创作以维多利亚时代警察侦探克里布警官为主角的小说系列，伊丽莎白·彼得斯的阿米莉亚·皮博迪系列（1975-2010）则讲述了这位维多利亚时代的女考古学家在20世纪初的埃及进行发掘时解开谜团的冒险经历。但历史推理小说仍然很罕见，直到20世纪70年代末，埃利斯·彼得斯和她的卡德法尔编年史（1977-1994）取得成功，该系列以本笃会僧侣卡德法尔兄弟为主角，背景设定在12世纪的什鲁斯伯里。
从1979年开始，作家安妮·佩里创作了两部维多利亚时代背景的推理小说系列，分别以托马斯·皮特（1979-2013）和威廉·蒙克（1990-2013）为主角。
1980年，翁贝托·埃科的作品《玫瑰之名》普及了历史悬疑小说的概念，
1990年代-2022年代，琳赛·戴维斯的法尔科系列小说和弗拉维娅·阿尔比亚系列小说（1989-2022）的出版，该系列以维斯帕先统治下的罗马帝国为背景，
1990年代-2022年代，约翰·马多克斯·罗伯特的SPQR系列（1990-2010）出版，以公元前1世纪的罗马共和国为背景。
1990年代-2022年代，史蒂文·塞勒的罗马地下玫瑰系列小说（1991-2018）出版，以公元前1世纪的罗马共和国为背景。
1990-2010年代，保罗·多赫提的各种历史悬疑小说出版，包括休·科贝特中世纪推理小说（1986-2010）、埃塞尔斯坦兄弟的悲伤之谜（1991-2012）和坎特伯雷故事集中的推理和谋杀（1994-2012）。
1995年，Fergus Gwynplaine MacIntyre创作了《黎明时代的死亡》，这是一个密室推理小说（或者更确切地说，是密封洞穴推理小说），故事背景设定在大约35,000年前的澳大利亚，阿什利认为这是迄今为止历史悬疑小说中背景最早的。
1998年，戴安娜·加巴尔东开始了《约翰勋爵》系列，将她在《异乡人》系列中反复出现的次要角色约翰·格雷勋爵塑造成18世纪英国的一位贵族军官兼业余侦探。
2007年至2010年间，戴安娜·诺曼化名阿丽亚娜·富兰克林，创作了四部《死亡艺术女主人》系列小说，故事以12世纪的英国医学检查官阿黛莉亚·阿吉拉尔为主角。
出版商周刊在2010年关于该类型的小说评论道，“过去十年见证了数量和质量的爆炸式增长。从未有过如此多的历史推理小说出版，由如此多才华横溢的作家创作，涵盖如此广泛的时代和地点。” 编辑凯思·卡拉也表示赞同，“从一小部分拥有非常专业受众的作家群体，历史推理小说已经成为一个广受好评、屡获殊荣的类型，并在纽约时报畅销书排行榜上占据一席之地。”
1999年，英国犯罪作家协会将首个英国犯罪作家协会历史匕首奖授予历史悬疑小说类型的一部小说。该奖项在2012年后被改为埃利斯·彼得斯历史匕首奖。2014年，Endeavour出版社支持了该奖项，该奖项在2014年和2015年的颁奖典礼上被称为Endeavour历史匕首奖。
左海岸罪案小说协会自2004年以来颁发布鲁斯·亚历山大纪念历史推理小说奖，只颁发给1950年之前的作品。
在该类型的早期作品中，约瑟芬·铁伊的《时间的女儿》（1951）讲述了一位现代警探在长时间住院期间调查15世纪英国国王理查德三世和塔中王子案件的故事。乔治特·海耶的《护身符戒指》（1936）以1793年的英格兰为背景，是一部带有推理元素的摄政时代爱情小说，简·艾肯·霍奇称之为“几乎是穿着时代服装的侦探故事”。海耶的其他许多历史爱情小说也包含惊悚元素，但程度要低得多。
其他变体包括设定在架空历史时间线或奇幻世界中的推理小说。这将包括埃里克·诺登的《终极解决方案》（1973）和罗伯特·哈里斯的《祖国》（1992），这两部作品都是以纳粹赢得第二次世界大战的架空时间线为背景的警匪小说；兰德尔·加勒特的达西勋爵系列，发生在一个存在魔法的20世纪的世界中；
1982年，菲利斯·安·卡尔出版了《女王的田园诗》，以亚瑟王传说中描绘的亚瑟王宫廷为背景，没有试图进行历史考证。
该类型不包括在写作时是当代的虚构作品，例如阿瑟·柯南·道尔以维多利亚时代英格兰为背景的福尔摩斯，或多萝西·L·塞耶斯以两次世界大战之间时期为背景的彼得·温西勋爵系列作品。然而，其他作者在几十年后创作的福尔摩斯和温西作品可以说可以归类为历史推理小说。